# Pont Joubert
Le pont Joubert est un pont médiéval franchissant la rivière du Clain à Poitiers.

## Historique

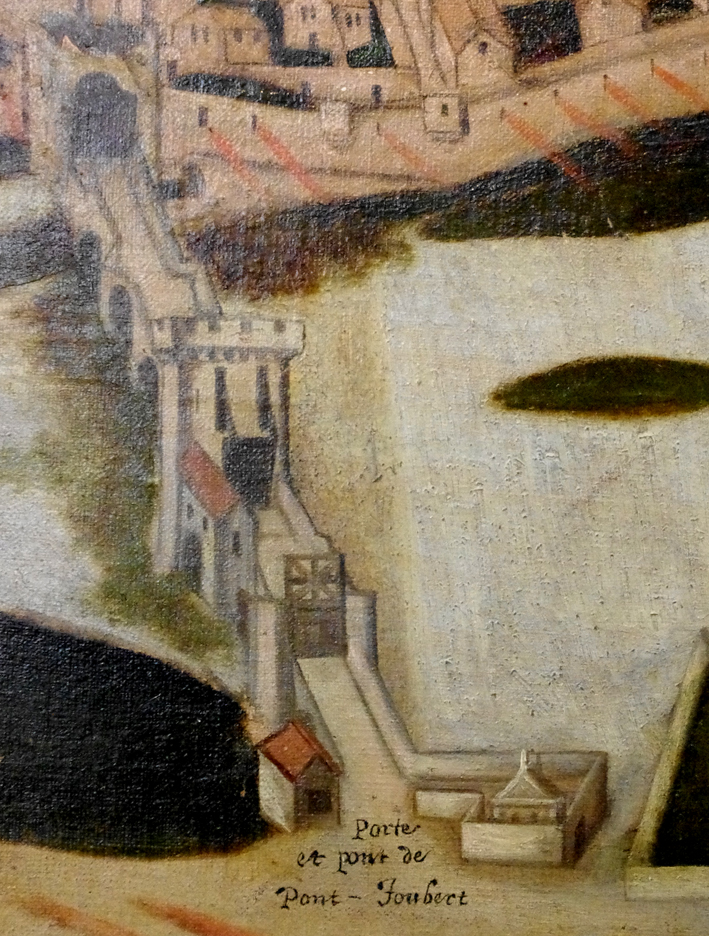
Le Pont tel que représenté dans le Siège de Poitiers en 1569, peint par François Nautré en 1619.

Le pont est mentionné pour la première fois en 1083. Avant la construction du pont Neuf en 1778 c'était un des ponts les plus importants de la ville, situé à un emplacement stratégique. C’était en effet lui qui commandait l’entrée principale de la ville du côté est, en arrivant de la route de Bourges. C’est aussi par là que l’on accédait à Poitiers en arrivant du faubourg de Montbernage. Le pont donne accès à la Grand'rue, voie principale vers le haut du plateau qui correspondrait à l'ancien decumanus de la ville romaine. Il remplacerait un ancien gué.

### Tours fortifiées

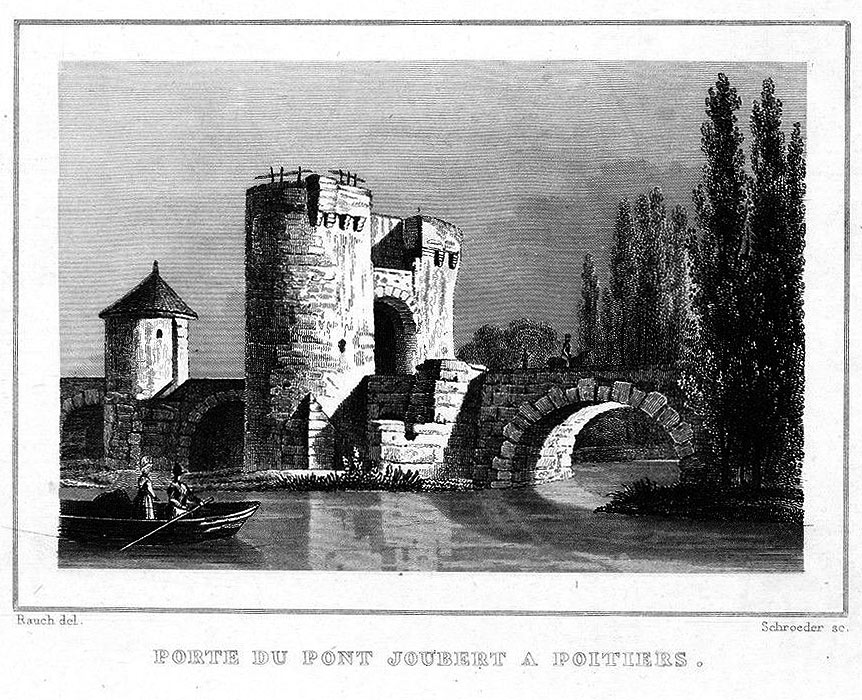
La porte du pont Joubert à Poitiers, gravure d'après un dessin de Charles Rauch (1791-1857), extrait de Guide Pittoresque du Voyageur en France, 1834

En 1451 il a été reconstruit avec un système défensif plus développé en lien avec les remparts de la cité. La porte de ville, intégrée à la muraille du côté de la rive droite, était ainsi doublée par une deuxième porte précédée d'un pont-levis construits au milieu du pont. Il a été restauré de nombreuses fois dans l'histoire. Les tours ont été démolies en 1829 comme gênant la circulation.

### Chapelle de la Vierge

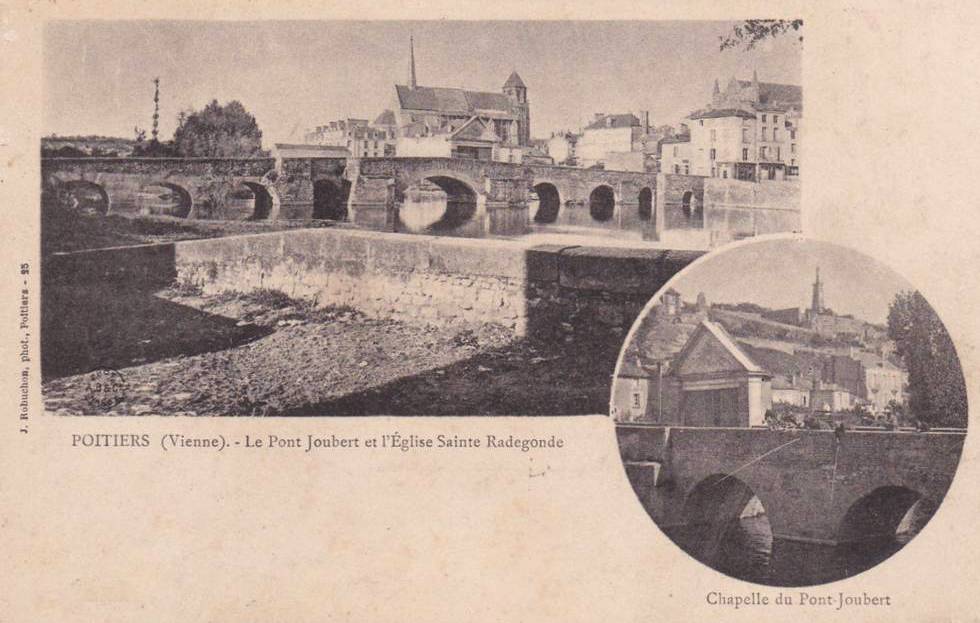
Carte Postale de Jules Robuchon réalisée pour rappeler le souvenir de la chapelle de la Vierge peu de temps après sa démolition et son déplacement le long du boulevard.

Une petite chapelle dédiée à la Vierge Marie était située sur le pont, sur un des becs d’un des contreforts. Cette chapelle avait été édifiée vers 1705 par Grignon de Montfort, en souvenir du siège victorieux de 1569. De plan semi circulaire, elle présentait un fronton triangulaire classique sur lequel se lisait cette inscription : "Si l'amour de Marie / Dans ton cœur est gravé / En passant ne t'oublie / de lui dire un Ave". Il est possible qu'une chapelle plus ancienne se situait dans les tours du pont, puisqu'en 1622, Louis XIII vint s'y recueillir et recevoir les clés de la ville avant de faire son entrée à Poitiers.
Démolie en 1900, elle avait été remontée le long du boulevard, derrière l'église Sainte-Radegonde, avant de disparaître après les années 1930. La statue de la Vierge est aujourd'hui conservée dans l'église Sainte-Radegonde.

### Fontaine du Pont Joubert

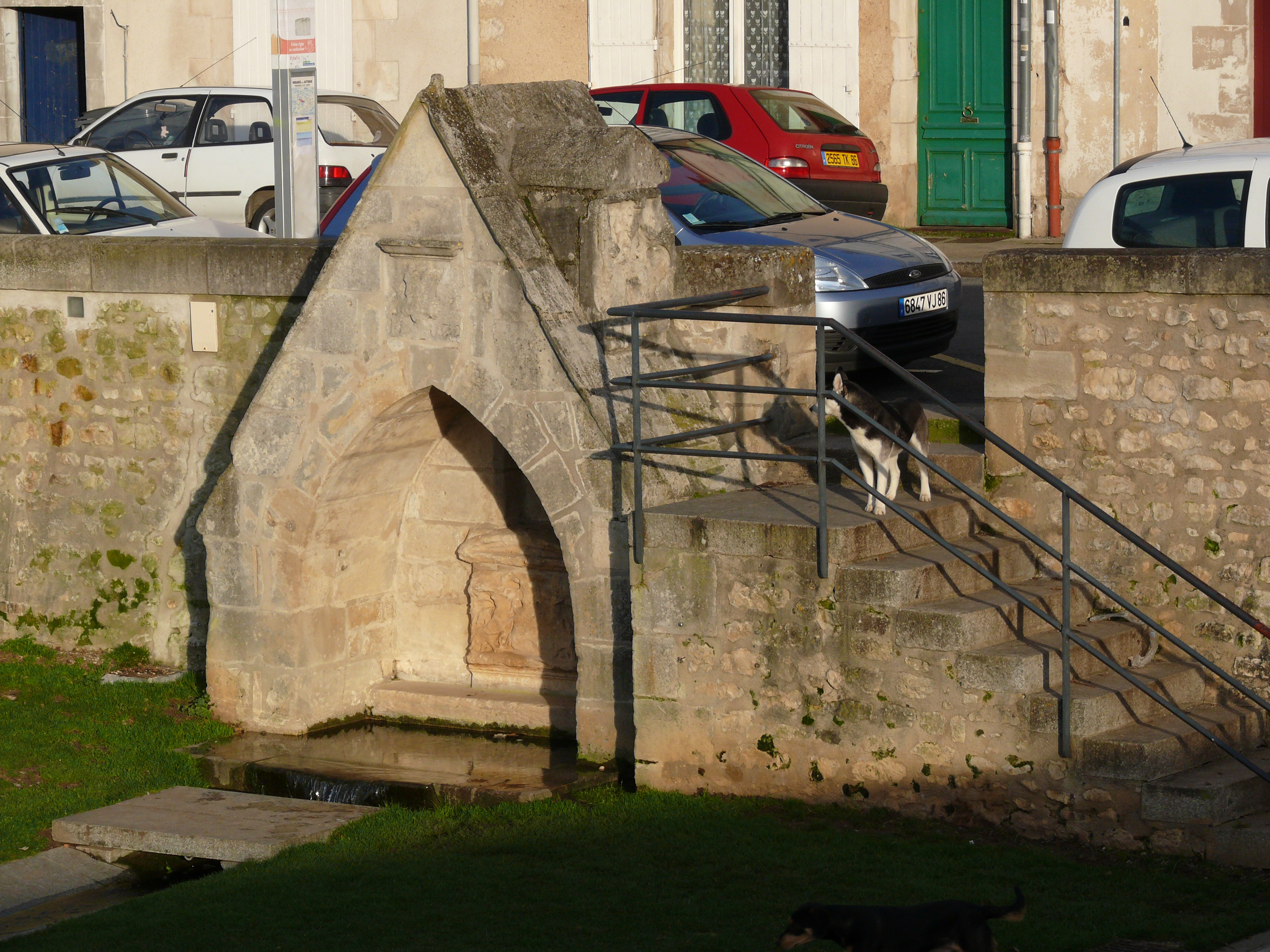
La fontaine du Pont-Joubert

Sur la rive droite, en aval du pont, se trouve toujours la petite fontaine du Pont-Joubert, parfois appelée Fontaine du Légat. Elle date du XVe siècle. Seule conservée parmi la demi-douzaine de fontaines qui longeaient la rivière, c'était aussi la plus célèbre.

### Une photographie du Pont-Joubert vers 1880-1885

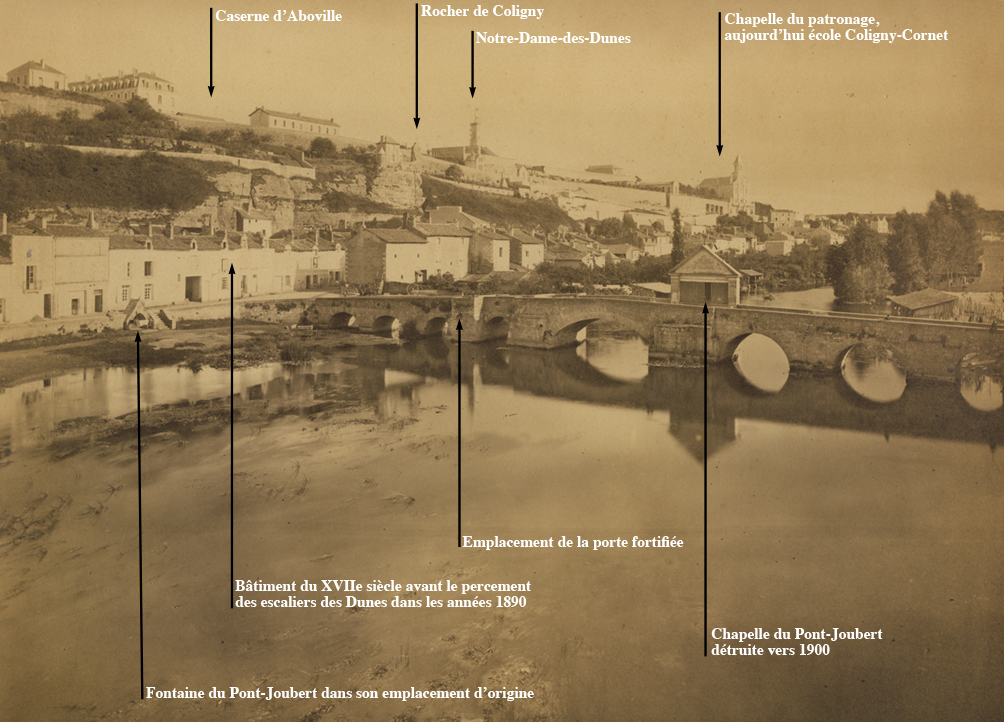
Le pont Joubert vers 1885, avant les transformations qui lui ont donné son allure actuelle. Photo Neurdein frères.

### Transformations duXXesiècle

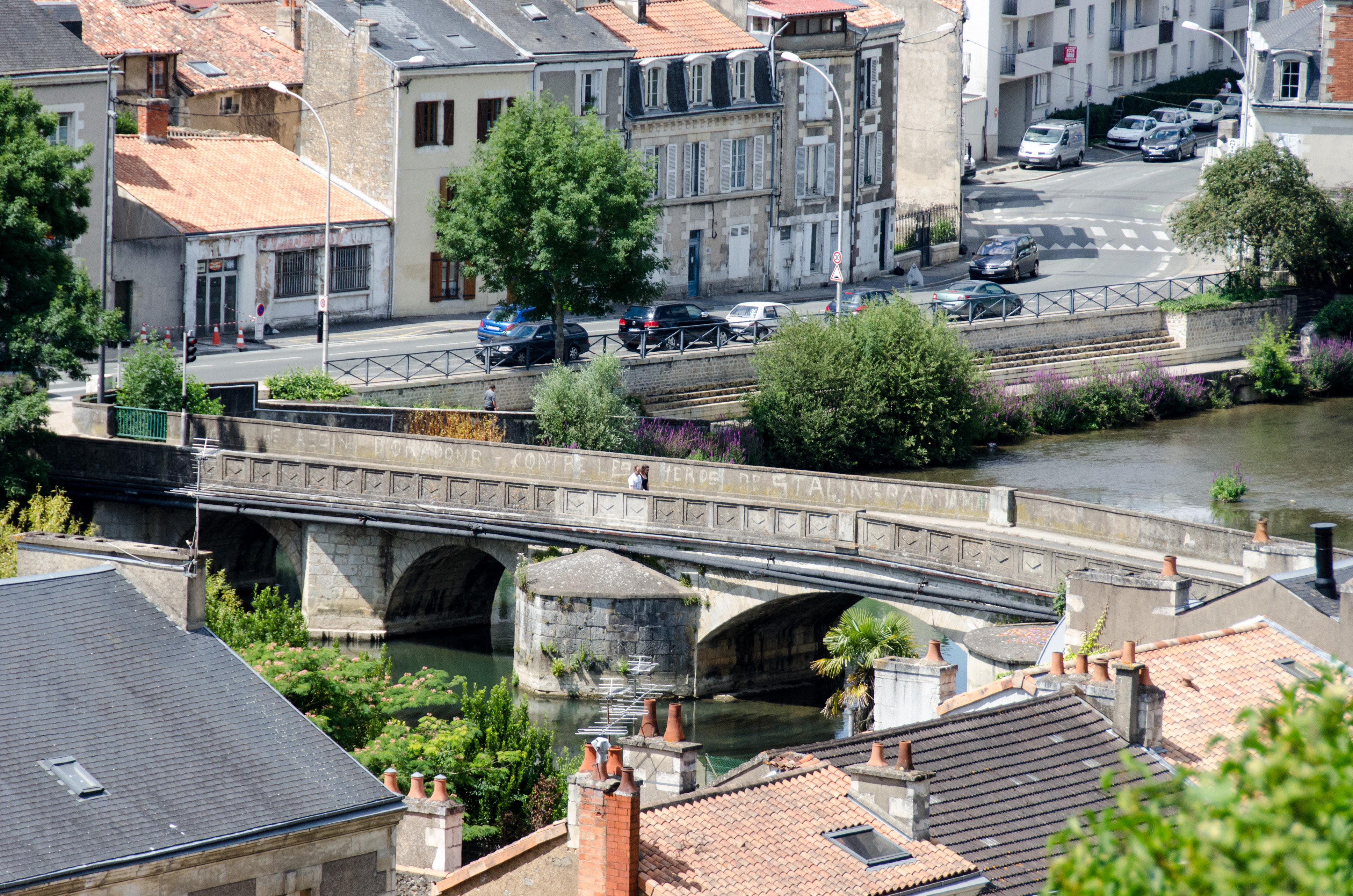
Graffiti de 1949 sur la rambarde du pont, état en 2014

En 1900 il a perdu son cachet médiéval de façon définitive lorsqu'il a été agrandi puis muni d'un parapet en béton par l'entreprise Hennebique, lui donnant son aspect actuel. Sur cette rambarde se trouve encore lisible aujourd'hui un graffiti historique datant de 1949 « PAS D'OURADOUR CONTRE LES HEROS DE STALINGRAD » c'est-à-dire « en aucun cas, nous ferons la guerre à l'URSS et à Staline ». Cette inscription est à mettre en lien avec une campagne de souscription au Parti communiste français la même année 1949.
Ces inscriptions ont disparu avec la transformation du pont lors des travaux d'aménagement de 2018.

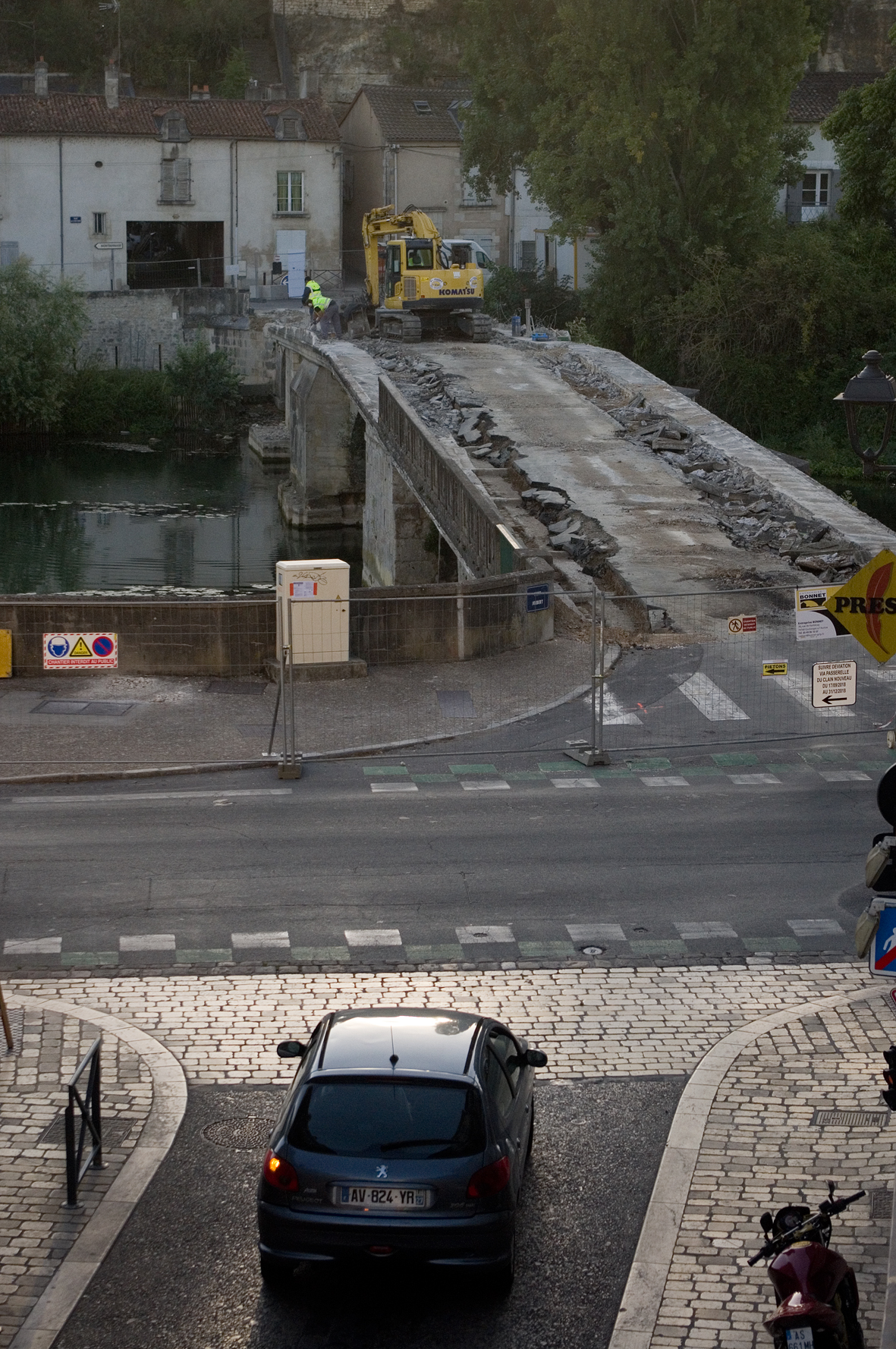
Travaux de transformation du pont en septembre 2018, avec la démolition des parapets

### Inondations
Le Pont a souvent été endommagé par les fortes inondations du Clain. Des réfections sont mentionnées en 1561. Il souffrit aussi des inondations de 1904, mais surtout durant les inondations de décembre 1982. À cette occasion, les extrémités des parapets avait été cassées afin de laisser s'écouler l'eau du Clain pour éviter que le pont ne soit emporté. Ces brèches ont été garnies de grilles depuis cette date. C'est toujours un lieu qui sert à l'observation des crues. 

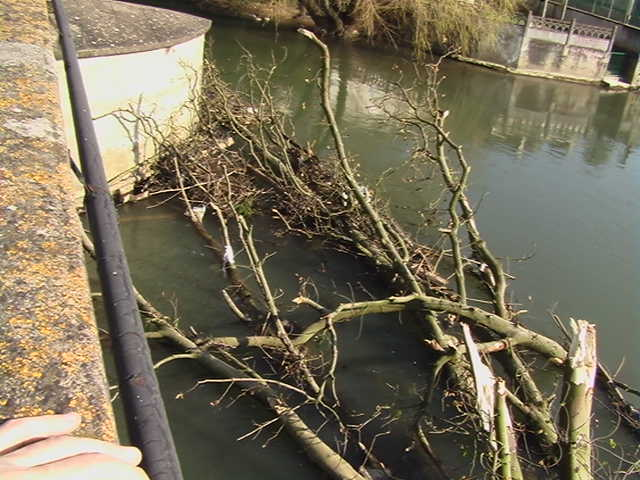
Arbre arraché par la crue du Clain en mars 2007 et bloqué par les arches du pont Joubert.
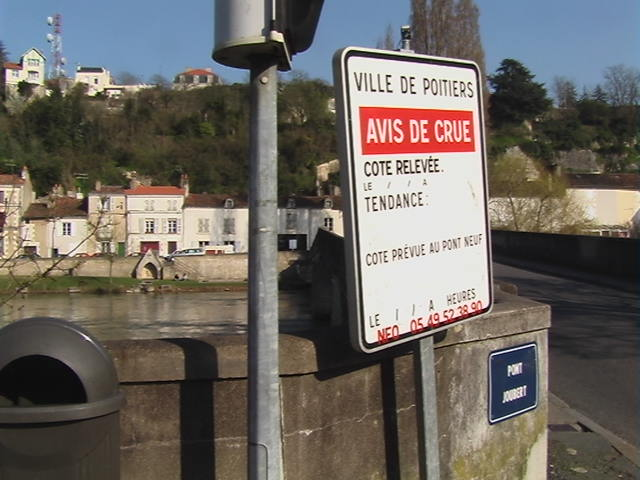
Crue en mars 2007.

## Iconographie
Le pont apparaît dans de nombreuses gravures topographiques du XVIe au XIXe siècle.
C'est durant la période romantique en revanche que les artistes tels que Claude Thiénon s'y intéressent, de par l'aspect pittoresque de ses tours médiévales ruinées, sa fontaine et sa chapelle. Il a été photographié dès 1862 par Alfred Perlat, puis de nombreuses fois par Jules Robuchon. Il a par la suite l'objet de très nombreuses cartes postales dès la fin du XIXe siècle.

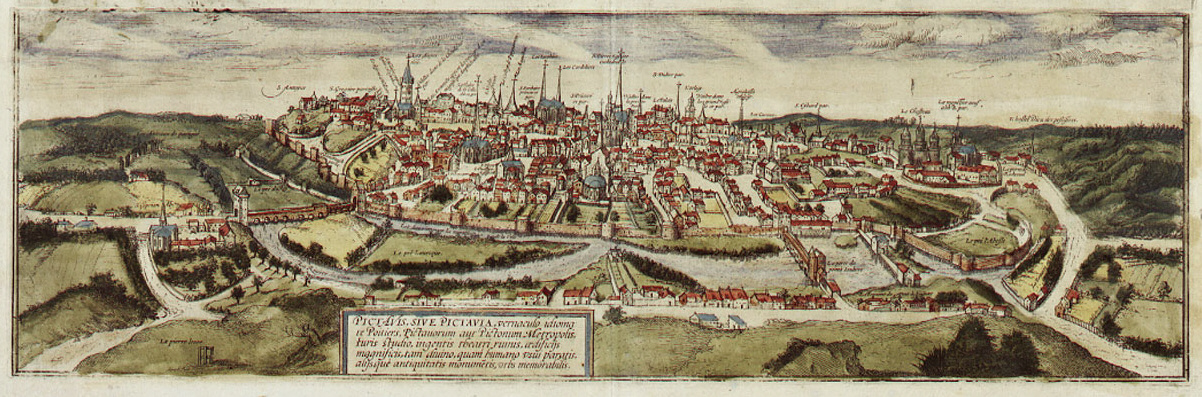
vue topographique du Civitates Orbis Terrarum de Georg Braun montrant la ville de Poitiers. Le pont Joubert avec sa tour est à droite.